# Coniophanes taylori
Espèce
Synonymes
- Coniophanes piceivittis taylori Hall, 1951

Coniophanes taylori est une espèce de serpents de la famille des Dipsadidae.

## Répartition
Cette espèce est endémique du Guerrero au Mexique.

## Étymologie
Cette espèce est nommée en l'honneur de Edward Harrison Taylor.

## Publication originale
- Hall, 1951 : Notes on a Small Herpetological Collection from Guerrero. University of Kansas Science Bulletin, vol. 34, no 4, p. 201-212 (texte intégral).